# Медресе Тилля-Кари
Медресе Тилля-Кари (узб. Tillаkori madrasasi / Тиллакори мадрасаси — Позолоченное медресе) — культовое, духовно-просветительское и образовательное сооружение XVII века в Самарканде на площади Регистан. Является самым поздним строением на площади и вместе с медресе Улугбека и медресе Шердор образует целостный архитектурный ансамбль. В 2001 году в числе других достопримечательностей Самарканда внесено в Список Всемирного наследия ЮНЕСКО.

## История

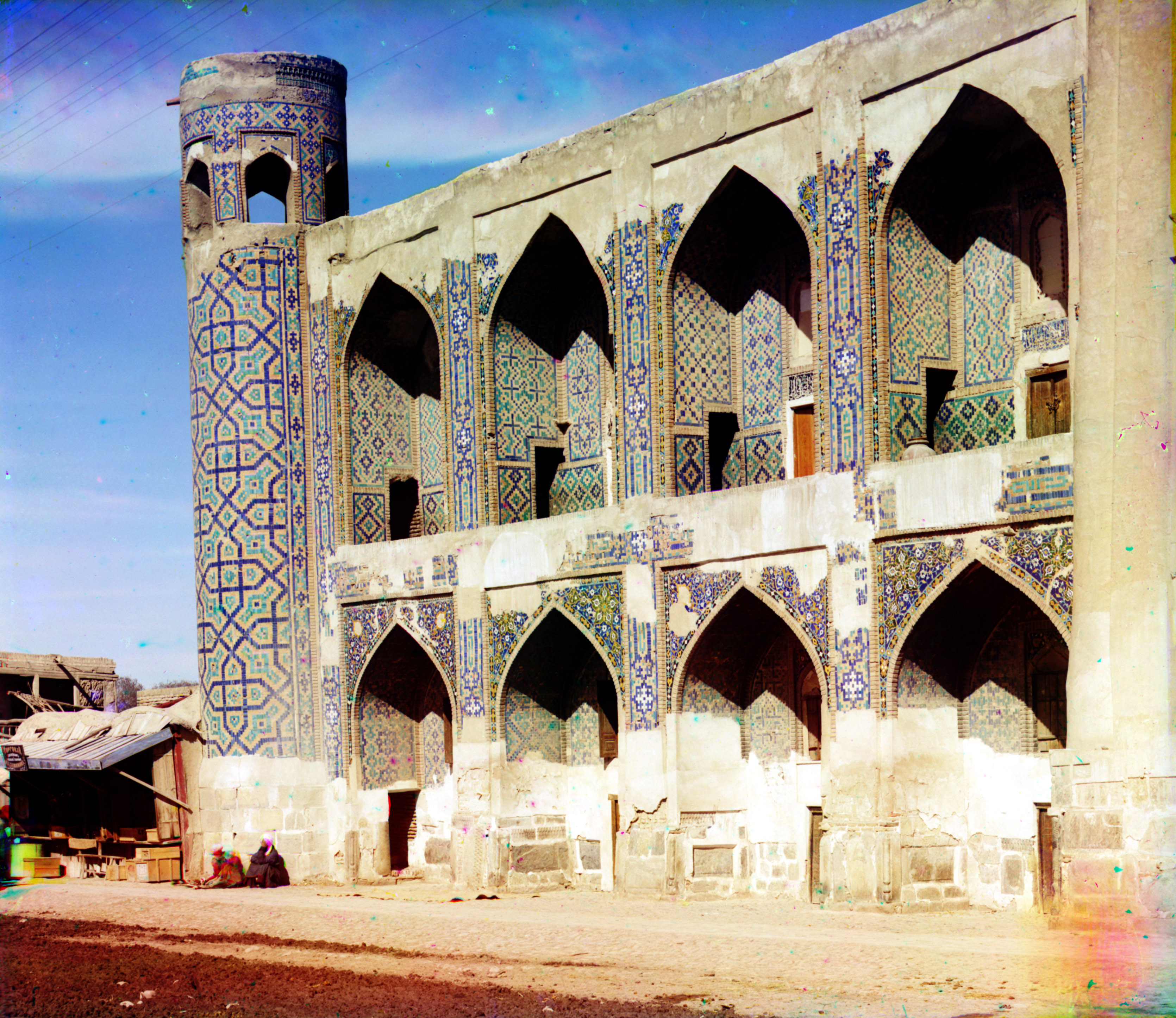
Тилля-Кари между 1905 и 1915. Фото С. Прокудина-Горского

Строительство медресе Тилля-Кари началось в 1646 году по приказу удельного правителя (хакима) Самарканда Ялангтуша Бахадура, происходившего из узбекского рода алчин на месте построенного ещё в XV веке и сильно обветшавшего караван-сарая Мирзои с частичным использованием его фундаментов и стен. К моменту начала строительства соборные мечети Самарканда (Биби-Ханым и Алике Кукельташ) лежали в руинах, и при проектировании было решено совместить в здании медресе высшую духовную школу и джума-мечеть. Строительные и отделочные работы продолжались 14 лет и были завершены в 1660 году уже после смерти Ялангтуша Бахадура. Вероятно по этой причине отделка некоторых элементов медресе была выполнена с заметной небрежностью, а внешний купол мечети Тилля-Кари так и не был завершён. Строительство медресе Тилля-Кари завершило оформление площади Регистан и придало расположенному здесь архитектурному ансамблю законченный вид. В XIX веке здание медресе было повреждено сильным землетрясением (1817/18 год). Особенно пострадал входной портал. Обрушилась его верхняя часть вместе с тимпаном. По распоряжению эмира Хайдара портал был восстановлен, но уже без изразцовой отделки. К началу XX века большая часть облицовки медресе была утрачена. Реставрационные работы начались в 20-х годах XX века, когда были предприняты усилия по спасению уцелевших фрагментов декора. В начале 30-х годов были проведены работы по восстановлению облицовки наружных фасадов. В 1950—1958 годах были отреставрированы дворовые фасады медресе и барабан купола мечети. В первой половине 70-х годов был восстановлен декор тимпана главного портала и возведён наружный купол мечети. В 1979 году были завершены работы по восстановлению росписи интерьера мечети. В настоящее время в медресе Тилля-Кари размещается экспозиция музея реставрации площади Регистан.

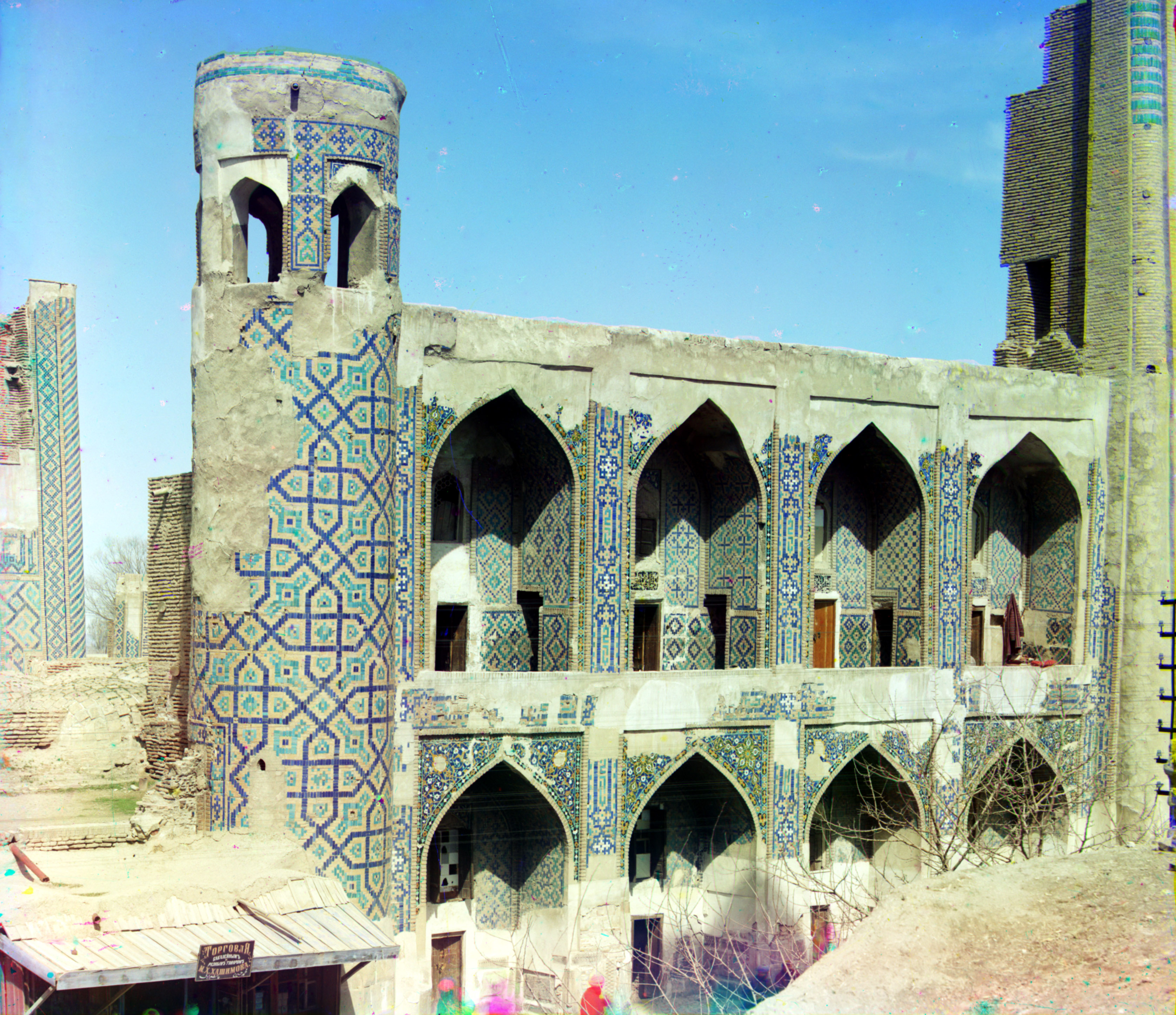
Тилля-Кари между 1905 и 1915. Фото С. Прокудина-Горского

## Архитектура

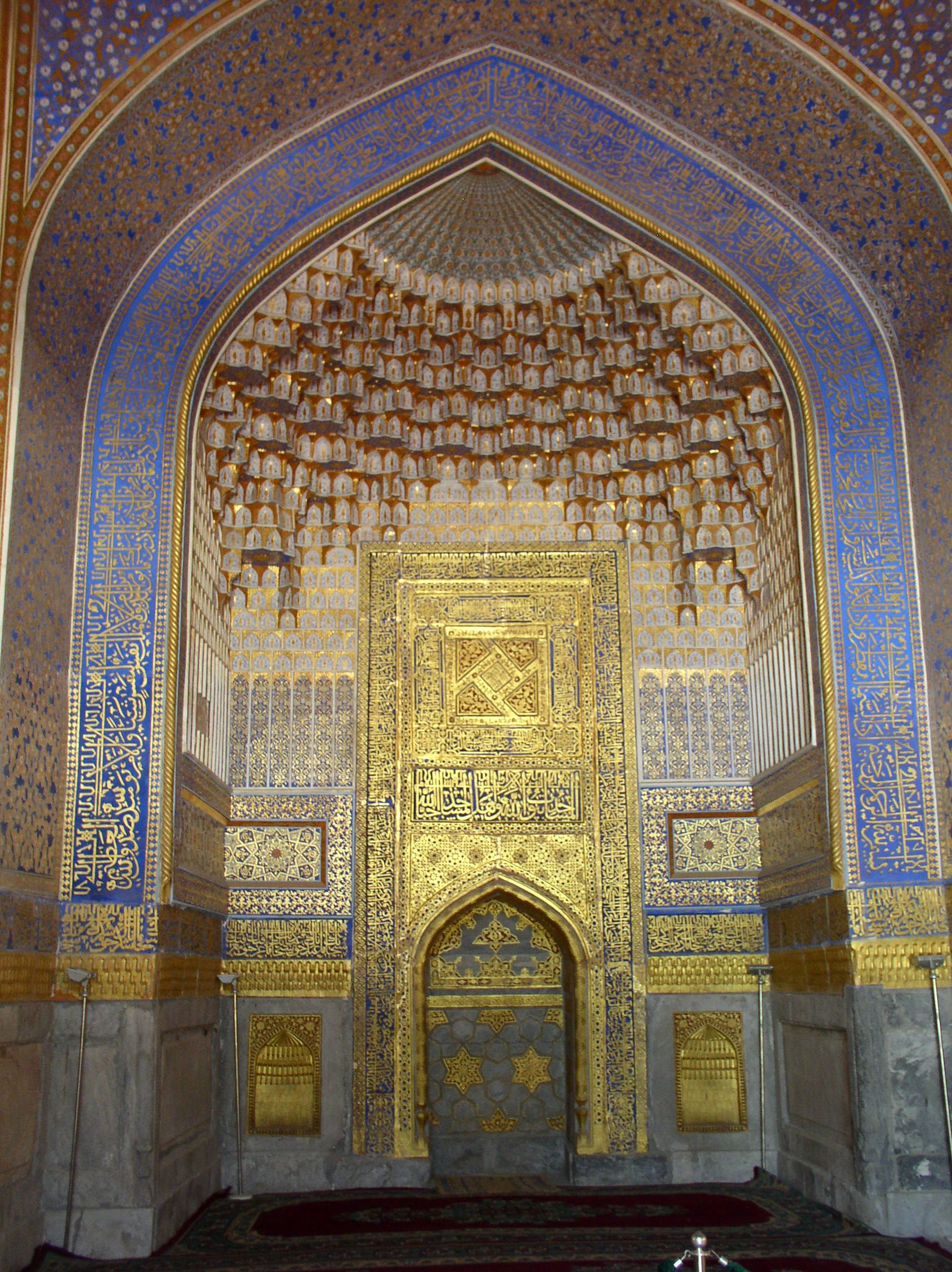
Михраб мечети

Медресе Тилля-Кари расположено в северной части площади Регистан и завершает обращённый на юг архитектурный ансамбль из трёх медресе. Оно представляет собой квадратное в плане сооружение общей площадью 75х75 метров. Архитектор, очевидно принадлежавший к бухарской архитектурной школе, не стал слепо копировать пропорции двух других расположенных на площади медресе, а решил стоявшую перед ним задачу композиционно, вытянув крылья главного фасада, что придало пространству площади замкнутый вид. Изменение пропорций главного фасада имело и другое следствие: будучи центральным элементом композиции, медресе Тилля-Кари в то же время не выглядит таким же массивным и не приковывает к себе лишнего внимания, как бы являясь фоном для двух других более монументальных медресе.
Главный фасад медресе выполнен в бухарском стиле. Он состоит из центрального портала и двухъярусных фронтальных крыльев с арочными нишами выходящих на площадь 16-ти худжр (по восемь с каждой стороны и по четыре в ярусе). Симметрия фасада подчёркнута угловыми башнями-гульдаста, которые одновременно могут выполнять функции минаретов. Главный входной портал прорезан глубокой пятигранной нишей с тремя проходами. Просторный четырёхайванный двор обнесён по периметру худжрами, расположенными в два этажа по главному фасаду и в один — вдоль остальных сторон. С западной стороны двора расположено портально-купольное здание мечети Тилля-Кари. Для сохранения симметрии двора на его центральных осях возведены дополнительные дворовые порталы. Мечеть состоит из трёх частей. В центре крестообразное в плане помещение, перекрытое двойным куполом, в котором расположены отделанный мрамором михраб и одиннадцатиступенчатый мраморный минбар. С обеих сторон к центральному залу примыкают открытые со стороны двора галереи на столбах.
Наружные и дворовые фасады медресе облицованы кирпичной и наборной мозаикой и майоликой с геометрическими, растительными и эпиграфическими орнаментами. Особенно богато украшено помещение мечети. Его стены и купол сплошь покрыты росписью в технике кундаль с обильным применением позолоты.